# Particípio
Nas gramáticas, o particípio é uma forma nominal de um verbo que tem várias funções, podendo funcionar como um substantivo, adjetivo, advérbio e também pode ser utilizada na construção de frases compostas.
Linguisticamente, a língua portuguesa apresenta três particípios: o particípio passado (terminações -ado e -ido: 'aumentado', 'diminuído') e o particípio presente (terminações -ante, -ente e -inte: 'falante', 'ciente', 'seguinte'), e o particípio futuro (terminação em -uro: 'nascituro', 'vincituro') no entanto a maioria dos gramáticos considera que existe apenas um particípio no português, o particípio passado. O gerúndio da língua portuguesa também pode desempenhar funções semelhantes a um particípio presente.

## Utilização
Em português, um particípio utiliza-se sempre em conjunto com um ou mais verbo auxiliar que pode ser o ser, estar, ter ou haver.
Exemplos de frases que utilizam verbos na forma de particípio:
- O arroz está cozido.
- O carro está estacionado.
- A carta já foi enviada.
- Ela tem estudado todos os dias.
- O prédio foi vendido.
- Ele foi amado por todos que o conheciam.
- Eles haviam intervindo na discussão familiar.

## Particípio curto (irregular) e longo (regular)
A maioria dos verbos tem apenas uma forma de particípio, no entanto há alguns verbos que apresentam duas formas para o particípio: o particípio curto (irregular) e o particípio longo (regular).
Exemplos de verbos nestas circunstâncias são:
- entregar: entregue e entregado
- salvar: salvo e salvado
- pagar: pago e pagado
- gastar: gasto e gastado

O particípio curto deve ser utilizado quando o verbo auxiliar é ser ou estar, em voz passiva.

O particípio longo deve ser utilizado quando o verbo auxiliar é ter ou haver.
Exemplos:
Eu já tinha entregado o meu trabalho quando descobri o erro.

O meu trabalho foi entregue ontem.
Obrigado por ter aceitado o nosso convite.

O convite foi aceito (português brasileiro) ou aceite (português europeu) com todo o prazer.
Eu já houvera pagado quando me exigiram novo pagamento.

O bilhete estava pago quando me exigiram novo pagamento.